# 费伊索廖
费伊索廖（義大利語：Feisoglio），是意大利库内奥省的一个市镇。总面积7平方公里，人口352人，人口密度50.3人/平方公里（2009年）。ISTAT代码为004088。